# バレーボールフランス女子代表
バレーボールフランス女子代表（バレーボールフランス じょしだいひょう、フランス語: Équipe de France de volley-ball féminin）は、バレーボールの国際大会で編成されるフランスの女子バレーボールナショナルチームである。

## 歴史
1947年に国際バレーボール連盟へ加盟。1949年欧州選手権、1952年世界選手権に初出場した。世界選手権は1974年を最後に出場が途絶え、2010年世界選手権欧州予選もグループJ 4位で敗退した 。
フランスの男子代表はFIVBランキング7位（2024年3月現在）の強豪であるが、女子代表は2017年8月の段階で40位とランキングは低かった。しかし、2019年欧州選手権から3大会連続出場し徐々に実績を上げていき、FIVBランキングは2024年3月現在15位と上昇している。
2024年パリオリンピックで開催国枠での初出場が決まっているほか、2023年チャレンジャーカップで優勝し、オリンピック直前に行われる2024年ネーションズリーグの出場を決めている。

## 過去の成績

### オリンピックの成績
- 2024年 - 出場

### 世界選手権の成績
| - 1952年 - 7位 - 1956年 - 12位 - 1960年 - 不出場 - 1962年 - 不出場 - 1967年 - 不出場 - 1970年 - 不出場 - 1974年 - 20位 | - 1978年 - 不出場 - 1982年 - 不出場 - 1986年 - 不出場 - 1990年 - 不出場 - 1994年 - 不出場 - 1998年 - 欧州予選敗退 - 2002年 - 欧州予選敗退 | - 2006年 - 欧州予選敗退 - 2010年 - 欧州予選敗退 - 2014年 - 欧州予選敗退 - 2018年 - 欧州予選敗退 - 2022年 - 欧州予選敗退 |

### 欧州選手権の成績
| - 1949年 - 5位 - 1951年 - 4位 - 1958年 - 9位 - 1971年 - 13位 - 1979年 - 11位 - 1983年 - 10位 | - 1985年 - 8位 - 1987年 - 7位 - 1989年 - 10位 - 1991年 - 9位 - 2001年 - 8位 - 2007年 - 8位 | - 2009年 - 14位 - 2011年 - 10位 - 2013年 - 8位 - 2019年 - 21位 - 2021年 - 7位 - 2023年 - 6位 |

## 歴代代表選手
| - カリーヌ・サリナス - ヴィクトリア・ラヴァ - キンガ・マクレビッチ - アルメル・ファエッシュ - イェレナ・ロザンチッチ - アレクサンドラ・ロッシェル - デボラ・オルシット - クリスティナ・バウアー - イザリン・サイジェ＝ウイダー - ミリアム・クロスター - アマンディーヌ・ジャルディーノ - サビーネ・アウェジェーヌ - ジュリエット・フィドン＝ルブルー - ニナ・ストイリコビッチ | - ルシール・ジケル - ヘレナ・カソーテ - レアンドラ・オリンガ＝アンデラ - アマンダ・マリーヌ・シルベス - アメリ・ローター - ジュリエット・ジェリン - イマン・ンジャイエ - レイア・ラタヒリー - エノラ・ダナール＝セロス - エミリー・レスポー - ハリマトゥ・バ - ファトマタ・ファンゲドゥ |